# NGC 4207
NGC 4207 este o galaxie spirală situată în constelația Fecioara. A fost descoperită în 23 martie 1865 de către Heinrich Louis d'Arrest. Se află la o distanță de 15,78 megaparseci de Pământ.